# Free Fallin’
«Free Fallin’» — песня американского певца и музыканта Тома Петти. Была написана им в соавторстве с Джеффом Линном. Это был первый трек дебютного сольного альбома Тома Петти Full Moon Fever, появившегося на свет в 1989 году. Кроме того, в октябре того же года песня вышла отдельным синглом. (Это был третий сингл с вышеназванного альбома, после «I Won’t Back Down» и «Runnin’ Down a Dream».)
Джефф Линн, с которым Том Петти вместе написал эту песню, тогда был его постоянным соавтором. Петти и Линну потребовалось всего два дня, чтобы её написать и записать. (Линн принимал участие и в записи — как бэк-вокалист и гитарист.) Эта песня стала первой, что была готова для будущего альбома Full Moon Fever.
В 2004 году журнал Rolling Stone поместил песню «Free Fallin’» в исполнении Тома Петти на 177 место своего списка «500 величайших песен всех времён». В списке 2011 года песня находится на 179 месте.

## Достопримечательности Лос-Анджелеса
Текст песни содержит отсылки к региону долины Сан-Фернандо в Лос-Анджелесе, в том числе:
- Реси́да (англ. Reseda) — район в долине Сан-Фернандо
- автострада 101 «Вентура» (англ. 101 "Ventura" Freeway) — в тексте упоминается «автострада, проходящая через двор» («a freeway runnin' through the yard») дома в Ресиде — предположительно автострада 101, у которой есть выход на бульвар Ресида, хотя и в районе Тарзана с более высоким доходом.
- «Долина» (англ. The Valley) — разговорное название долины Сан-Фернандо
- Бульвар Вентура (англ. Ventura Boulevard) — главная магистраль с востока на запад, проходящая вдоль южной границы долины Сан-Фернандо.
- «Малхолланд» (англ. Mulholland) — отсылка к Малхолланд-драйв, дороге, которая проходит вдоль хребта восточных гор Санта-Моники и Голливудских холмов между долиной Сан-Фернандо и Голливудом

## Участники записи
- Том Петти — ведущий вокал, бэк-вокал, 12-струнная акустическая гитара
- Майк Кэмпбелл — 12-струнная электрогитара
- Джефф Линн — бэк-вокал, бас-гитара, гитары, клавишные
- Фил Джонс — барабаны, перкуссия